# Zé Maria (político)
José "Zé" Maria de Almeida (Santa Albertina, 2 de outubro de 1957) é um político brasileiro, ex-metalúrgico e dirigente do Partido Socialista dos Trabalhadores Unificado. Foi candidato à Presidência da República em 1998, 2002, 2010 e 2014.

## Carreira política

### A luta contra a ditadura
Em 1977, João era próximo ao grupo trotskista Liga Operária e foi convidado a distribuir o boletim “Faísca”, para o 1º de Maio. Foi preso, junto com outros ativistas, na sua primeira panfletagem. Ficou 30 dias na cadeia e a campanha pela libertação motivou as primeiras passeatas dos estudantes contra a ditadura após o AI-5.
Foi uma das lideranças da onda de greves no ABC paulista, no ano de 1978, e um dos principais dirigentes em Santo André. Operário da Cofap, torna-se um dos membros do comando de greve do ABC; propõe no congresso dos metalúrgicos em Lins (SP), a fundação do Partido dos Trabalhadores. Participa, depois, da fundação do PT e da Central Única dos Trabalhadores.
Em 1980, é preso com Lula e mais 10 sindicalistas, e enquadrado na Lei de Segurança Nacional ficando mais de um mês preso.
Em 1984, muda-se para Minas Gerais, onde participa da vitória da chapa de oposição, dirigida pela Convergência Socialista, no Sindicato dos Metalúrgicos de Belo Horizonte e Contagem.

### A greve com ocupação da Mannesmann
Zé Maria lidera a greve com ocupação da siderúrgica Mannesmann, em 1989. Durante sete dias, centenas de operários controlaram a empresa. Em uma greve radicalizada, os operários usavam barras de ferro e, encapuzados, prometiam reagir diante de uma invasão, como havia ocorrido no ano anterior, na CSN, em Volta Redonda (RJ). A greve da Manesmann foi notícia nacional e permitiu a fundação da Federação Democrática dos Metalúrgicos de Minas Gerais, naquele ano.

### Expulsão do PT e criação do PSTU
Em 1992 a Convergência Socialista é expulsa do PT por defender a campanha do "Fora Collor", que, até então, a maioria da direção do PT era contra. Zé Maria é um dos fundadores do PSTU, dois anos depois.
Na Executiva Nacional da CUT, esteve à frente dos grandes enfrentamentos contra FHC, como a greve dos petroleiros. E nos anos seguintes, na greve do funcionalismo, em apoio aos sem-terra e contra as privatizações.

### Antes de 2010
Em 2004 entrega seu cargo na Executiva Nacional da CUT e defende a necessidade de uma nova direção para o movimento sindical brasileiro. É um dos organizadores do Encontro em Luiziânia (GO). Em 16 de junho, é um dos principais dirigentes da marcha da Conlutas a Brasília, contra as reformas de Lula e do FMI.
Em 2006, o Conat aprova a fundação oficial da Conlutas. Em junho, ato lança a Frente de Esquerda (coligação formada pelo PSOL, PSTU e PCB), com Heloísa Helena. A frente tenta ser uma alternativa aos dois blocos: de Lula e de Geraldo Alckmin. Zé Maria é proposto para vice na chapa. No entanto, o PSOL escolhe um vice do próprio partido. Neste ano, Zé Maria também lançou o livro “Os sindicatos e a luta contra a burocratização” pela Editora Sundermann. Na obra, ele debate a estrutura dos sindicatos atualmente e um projeto político para a luta sindical que questione a exploração capitalista.

### Candidatura à presidência em 2010 e em 2014
Em 2010, Zé Maria novamente representa o PSTU como candidato à Presidência da República, defendendo um programa socialista e fazendo severas críticas a Lula, José Serra e Marina Silva. O eixo de seu programa é a luta contra os interesses das grandes empresas e bancos, defendendo uma política de apoio irrestrito aos trabalhadores.
Foi novamente candidato nas eleições de 2014. Ficou em 8º lugar, com 0,09% dos votos.
Com exceção das eleições em 2006, 2018 e 2022, José Maria de Almeida foi candidato à Presidência da República pelo PSTU desde sua criação.